# Thiochinox
Thiochinox ist eine chemische Verbindung aus der Gruppe der Trithiocarbonate und Chinoxalinderivate, die 1959 von Bayer patentiert wurde. Thiochinox wird als Akarizid verwendet, es besitzt darüber hinaus eine schwache fungizide Wirkung.
Der Wirkstoff Thiochinox steht nicht auf der Liste der in der EU zulässigen Wirkstoffe von Pflanzenschutzmitteln.
Es liegt keine Zulassung in Deutschland, Österreich oder der Schweiz mehr vor.

## Gewinnung und Darstellung
Thiochinox kann aus Phosgen und 2,3-Dimercaptochinoxalin, oder aus Thiophosgen und Chinoxalin-2,3-dithiol gewonnen werden.